# Glenn Corbett
Glenn Corbett, nacido Glenn Edwin Rothenburg (El Monte, California; 17 de agosto de 1933-San Antonio, Texas; 16 de enero de 1993) fue un actor estadounidense.

## Biografía
Se le recuerda sobre todo por su papel en la serie de la CBS, Ruta 66. En la misma interpretaba a Lincoln Case, reemplazando a George Maharis como compañero de Martin Milner en la temporada 1963-1964. Otros papeles que interpretó con regularidad fueron el de Wes Macauley en It's a Man's World (1962-1963), junto a Ted Bessell, Randy Boone, y Michael Burns. En la temporada 1965-1966 Corbett fue artista invitado en la producción de la ABC The Legend of Jesse James. Corbett actuó como Chance Reynolds, un personaje habitual del reparto de The Road West (1966-1967, NBC), junto a Barry Sullivan, Kathryn Hays, Andrew Prine, Brenda Scott, y Kelly Corcoran. También interpretó a Paul Morgan en la serie de la CBS Dallas (1983-1984; 1986-1988). 
Tras la salida de su personaje de Dallas, siguió trabajando con Lorimar Productions durante otros tres años como director de diálogos. Sin embargo, consiguió mayor fama por su papel como artista invitado en la segunda temporada de Star Trek, en el episodio «Metamorphosis». 
Corbett también trabajó junto a John Wayne en el film de 1970 Chisum, con el papel de Pat Garrett, y también en el de 1971 Big Jake, como O'Brien.
Glenn Corbett falleció en San Antonio, Texas, en 1993, a causa de un cáncer de pulmón. Fue enterrado en el Cementerio Nacional Fort Sam Houston, en San Antonio.

## Filmografía seleccionada
- The Crimson Kimono (1959)
- All the Young Men (El paso de la muerte) (1960)
- The Mountain Road (Sendero de furia) (1961)
- It's a Man's World (serie de TV; 1962-1963)
- Ruta 66 (serie, drama de TV; 1960-1964)
- Shenandoah (El valle de la violencia) (1965)
- Bonanza (Poderosa es la palabra) T07 E09 (1965)
- The Road West (serie de TV; 1966-1967)
- Star Trek Original (Metamorfosis) (Como "Zefram Cochrane") (serie de TV; 10/11/1967)
- Chisum (con John Wayne, 1970)
- Big Jake (con John Wayne, 1971)
- The Stranger (piloto de una serie de TV; 1973)
- Dead Pigeon on Beethoven Street (Muerte de un pichón) (1973, por Samuel Fuller)
- Midway (con Charlton Heston y Henry Fonda, 1976)
- The Doctors (serie de TV; 1976-1981)
- Dallas (1983-1984, 1986-1988)